# Elesbão Veloso
Elesbão Veloso là một đô thị thuộc bang Piauí, Brasil. Đô thị này có diện tích 1285,678 km², dân số năm 2007 là 14232 người, mật độ 11,07 người/km².